# Iglesia de San Ildefonso (Oporto)
La iglesia de San Ildefonso (en portugués: Igreja de Santo Ildefonso) es un edificio religioso en Oporto (Praça da Batalha), Portugal, su construcción se inició en 1709 y terminó en 1730 (inicialmente sin campanarios), posteriormente en 1739 fueron construidos los dos campanarios.
La nave es de tipo poligonal en estilo barroco. Tiene dos torres campanario. Las cornisas están rematadas en cada lado por esfera y frontones de fantasía.
En el interior es de destacar, ocho hermosas vidrieras del Maestro Isolino Vaz, con fecha de 1967; dos pantallas (5,80x4,30 metros)  pintadas por Domingos Teixeira Barreto, entre 1785 y 1792;en el coro, un hermoso órgano de tubos, de 1811 y el retablo de estilo barroco y rococó de 1745, diseñada por Nicolau Nasoni e instalado y construido por el arquitecto Miguel Francisco da Silva.
En la fachada, las paredes están decoradas con 11.000 azulejos de Jorge Colaça (1931), con escenas de la vida de San Ildefonso y alegorías de la Eucaristía.